# Retaule de Guimerà
El Retaule de Guimerà és un retaule pintat per Ramon de Mur entre 1402 i 1412, plenament inserit en les dinàmiques de l'art gòtic internacional. Inicialment estava ubicat a la paret llisa de darrere de l'altar major de l'església de Santa Maria de Guimerà; mentre que des de finals del segle xix es conserva al Museu Episcopal de Vic.

## Autor
Ramon de Mur és un pintor del segle XV de qui es tenen molt poques dades. Prové d'una família de menestrals tarragonins que eventualment es va instal·lar a Tàrrega, on el seu pare tenia un taller de fusteria. Ramon de Mur va viure més de 30 anys a Tàrrega, on va treballar al seu taller del seu pare. No se l'ha relacionat amb cap mestre, car era procliu a treballar sol o amb poca ajuda.
La trajectòria de Ramon de Mur s'escriu a través de les seves obres, essencialment retaules: així doncs, se li coneix la realització, el trasllat i el treball del retaule de Santa Llúcia de Santa Coloma de Queralt de 1412, el de la Verge de la Llet de l'església de Cervera de 1415, el de Granyena 1416, el de Sant Pere de Vinaixa de 1420 i 1421 i el de Sant Miquel de La Guàrdia Lada de 1421 i 1422. A través dels contractes que firmava es pot anar reconstruint la seva biografia.

## Història
El retaule de Guimerà és considerat com un retaule de salvació i és conegut també com el retaule del “mestre de Guimerà”. L'obra fou encarregada pels prohoms de Guimerà a Ramon de Mur, que va ser l'encarregat de fer aquesta obra perquè Guimerà, des del 1154, pertanyia a l'arquebisbat de Tarragona, on ell vivia. Un altre fet que podria explicar que ell fos el dipositari de l'encàrrec és que podia estar emparentat o relacionat amb els Rocabertí i els Mur, que en aquells moments eren els amos del castell i del senyoriu de Guimerà. Un tercer motiu, més pràctic i necessari, fou el pensament de com omplir el gran espai reservat per a un retaule a l'altar major de l'església de la població. Aquest retaule va ser el més gran de l'època: mesurava 7,30 m d'altura i 5,24 m d'amplada. El retaule es va pagar mitjançant la recollida d'almoines, censos i servituds entre 1402 i 1412.
El retaule va estar exposat uns 450 anys a l'església de Santa Maria de Guimerà, però no va estar exempt d'amenaces: En època moderna es va edificar una nova sagristia, per tenir més espai al cementiri, que estava situat a orient, darrere de la paret on estava instal·lat el retaule. Més tard, l'any 1792 es van fer obres d'ampliació de la capella de Sant Sebastià, acabant així de tancar l'antic cementiri. L'any 1865 es va aprovar la construcció d'un nou absis i es van desmuntar les taules del retaule per enderrocar la paret del fons de l'església. Posteriorment, el retaule fou traslladat a Barcelona per l'Exposició Universal del 1888 on va ser premiat amb una distinció especial. Amb aquest motiu, el 1891 el bisbe de Vic Josep Morgades va inaugurar el Museu Episcopal de Vic i va col·locar aquest retaule i totes les obres que va recollir de la seva parròquia per incloure'ls al primer catàleg del Museu editat l'any 1893. Aquesta obra destaca entre les que constitueixen la col·lecció d'aquest museu, ja que va ser l'obra cabdal de la pintura de Ramon de Mur.
El retaule va ser restaurat en dues ocasions. La primera fou entre 1985 i 1986 i se centrà en la taula central, on hi ha l'escena del Judici Final, per tal de mostrar-la a l'exposició "Theasaurus: l'Art als bisbats de Catalunya", celebrada al Palau Macaya de Barcelona. La segona restauració la realitzà el Servei de Restauració de Béns i Mobles de Catalunya l'any 1997, intervenint sobre les taules de l'Anunciació i la Nativitat amb motiu de l'exposició "Obres Mestres" amb un criteri totalment arqueològic.
L'any 2007 es va celebrar el sisè centenari de l'existència d'aquest retaule. Es va editar un llibre, Guimerà i el retaule de Ramon de Mur, que resseguia la vida i obra de Ramon de Mur, i es va instal·lar una rèplica del retaule a l'església de Santa Maria de Guimerà, una fotogragria digital muntada sobre una estructura com si fos una calcomania es tractés.
L'any 2012, el Museu Episcopal de Vic va construir un nou edifici, reservant un espai especial per poder gaudir d'una visió dels compartiments superiors del retaule de Guimerà, la taula amb les escenes de l'Aparició de Déu a Sant Tomàs i el Sant Sopar.

## Obra
Actualment, el retaule conserva 23 taules de les 32 que tenia originalment. Totes les taules presenten pintures fetes al tremp d'ou sobre suport de fusta de noguera que fan referència a determinades escenes de l'antic i el nou testament. Es considera una de les obres més interessants i enigmàtiques del gòtic català. La distribució actual de les taules al Museu Episcopal de Vic no respecta la seva posició original per tal de facilitar-ne la visualització als visitants.
Un dels elements més destacats d'aquest retaule és que apareixen figures femenines en algunes de l'escenes representades.

### Carrer esquerre: Antic Testament
Compost de 10 taules que relacionen escenes de l'Antic Testament de les quals només es conversen aquestes:
- La creació d'Adam i Eva.
- El pecat original
- Expulsió del paradís
- Adam treballant la terra i Eva filant a la porta de la casa i assassinat d'Abel.
- Moisès pregant davant l'esbarzer encès
- Pas del Mar Roig

### Carrer central: Judici Final
- El Judici Final ocupa només aquesta taula, més gran que la resta. Presenta una representació de l'Infern, on Crist aixeca les seves mans per esnseyar les llagues que tenia.

### Carrer dreta: Nou Testament
Compost també de 10 taules que relacionen escenes del Nou Testament de les quals només es conversen aquestes:
- Escena de l'Anunciació
- La Nativitat
- Adoració dels mags (Epifania).

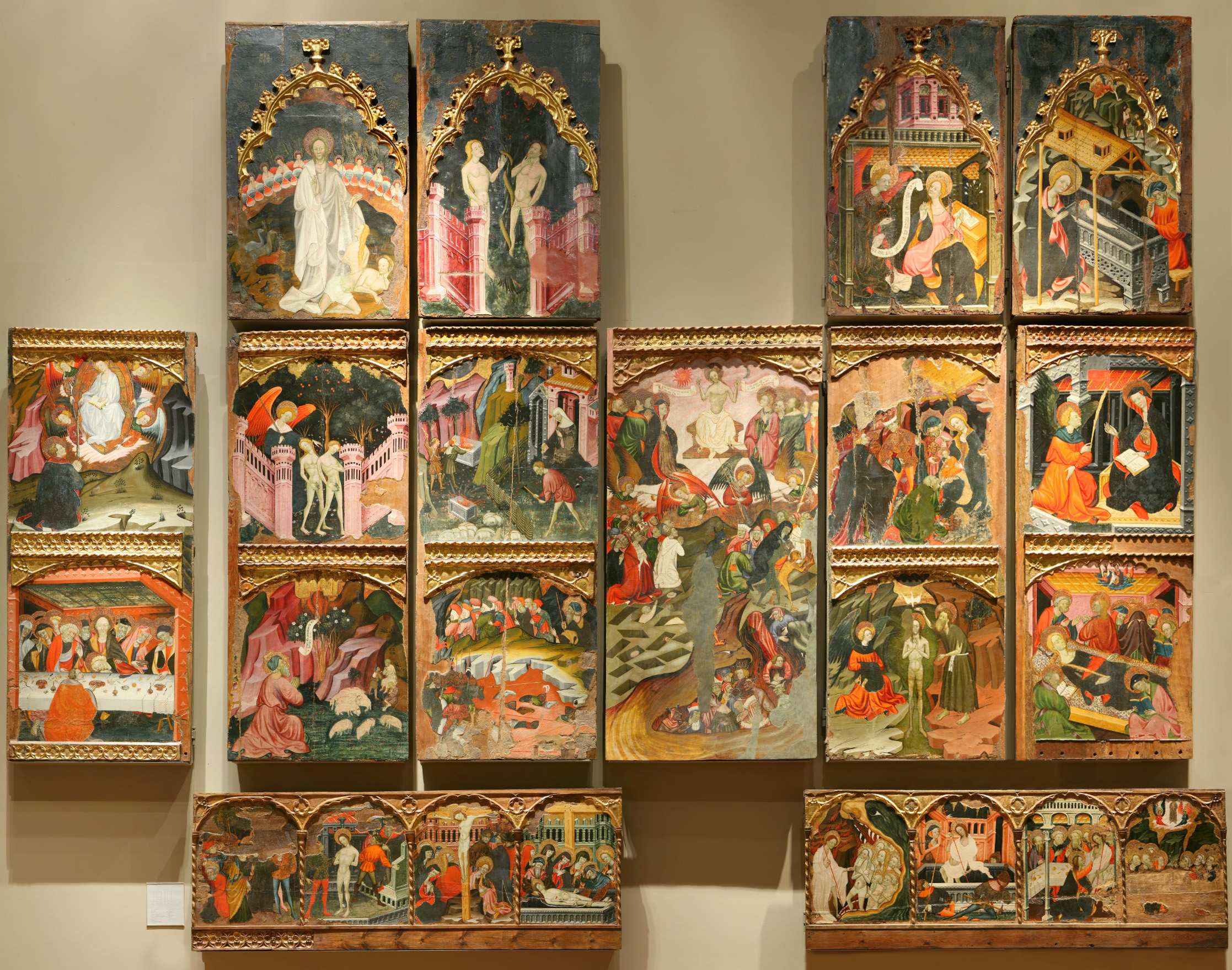
Retaule de Guimerà, al Museu Episcopal de Vic

- L'Aparició de la Mare de Déu a Sant Tomàs
- El Sant Sopar
- El baptisme de Jesús
- Anunciació de la mort de Maria
- La dormició de Maria

### La predel·la: Passió i Resurrecció de Crist
Aquestes són les taules que es conserven a la predel·la:
- Presa de Jesús
- Flagel·lació
- Calvari o Crucifixió
- Sant Enterrament en aquesta escena hi ha la presència de 4 dones i Joan l'Evangelista
- Crist als Llimbs
- Resurrecció
- Incredulitat de Sant Tomàs
- Ascensió

## Galeria d'imatges destacades d'aquesta obra

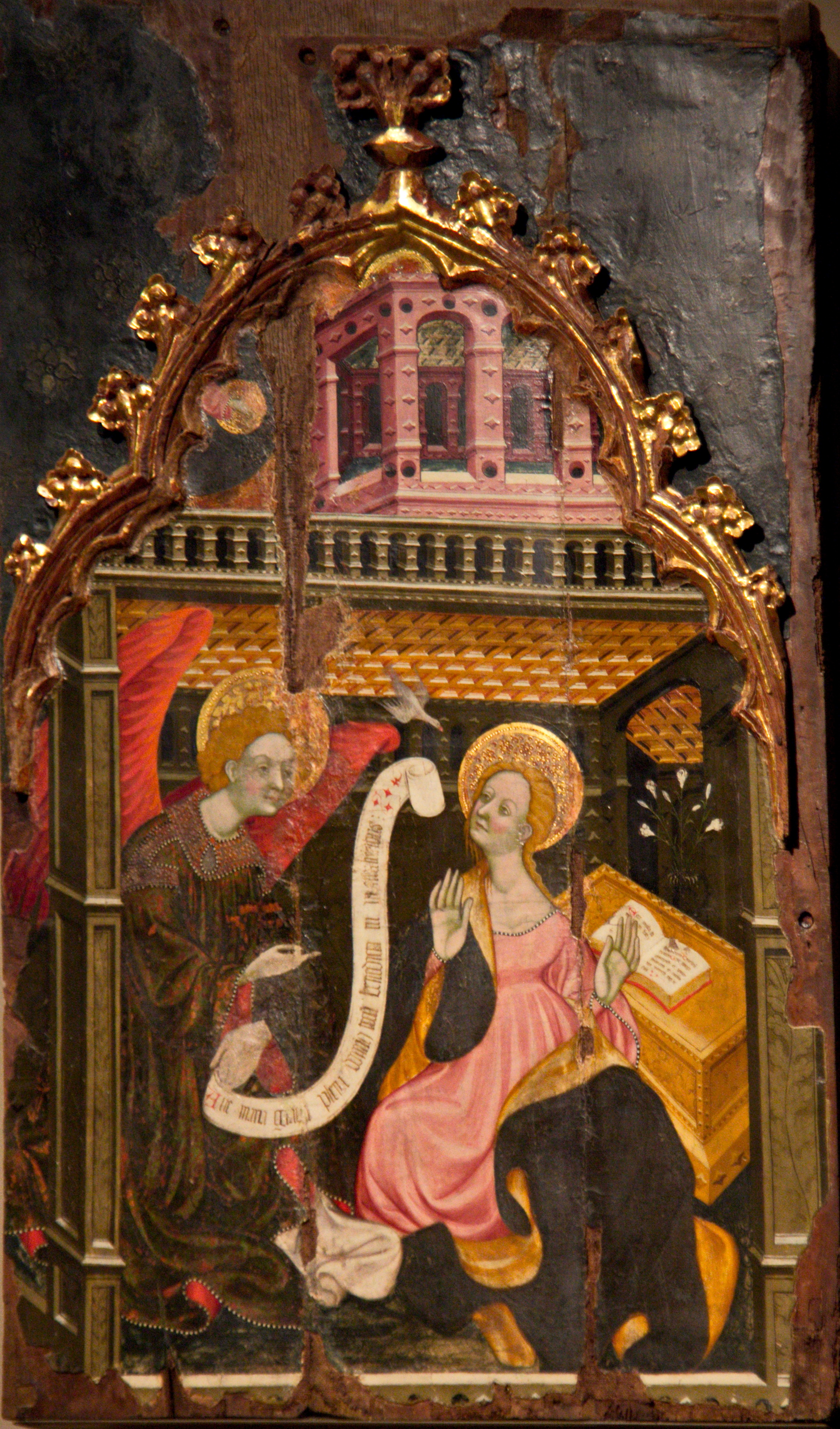
Anunciació de l'arcàngel Sant Gabriel, apareix amb al filacteri: Ave Maria Gratia Plena i amb el lliri de la puresa.
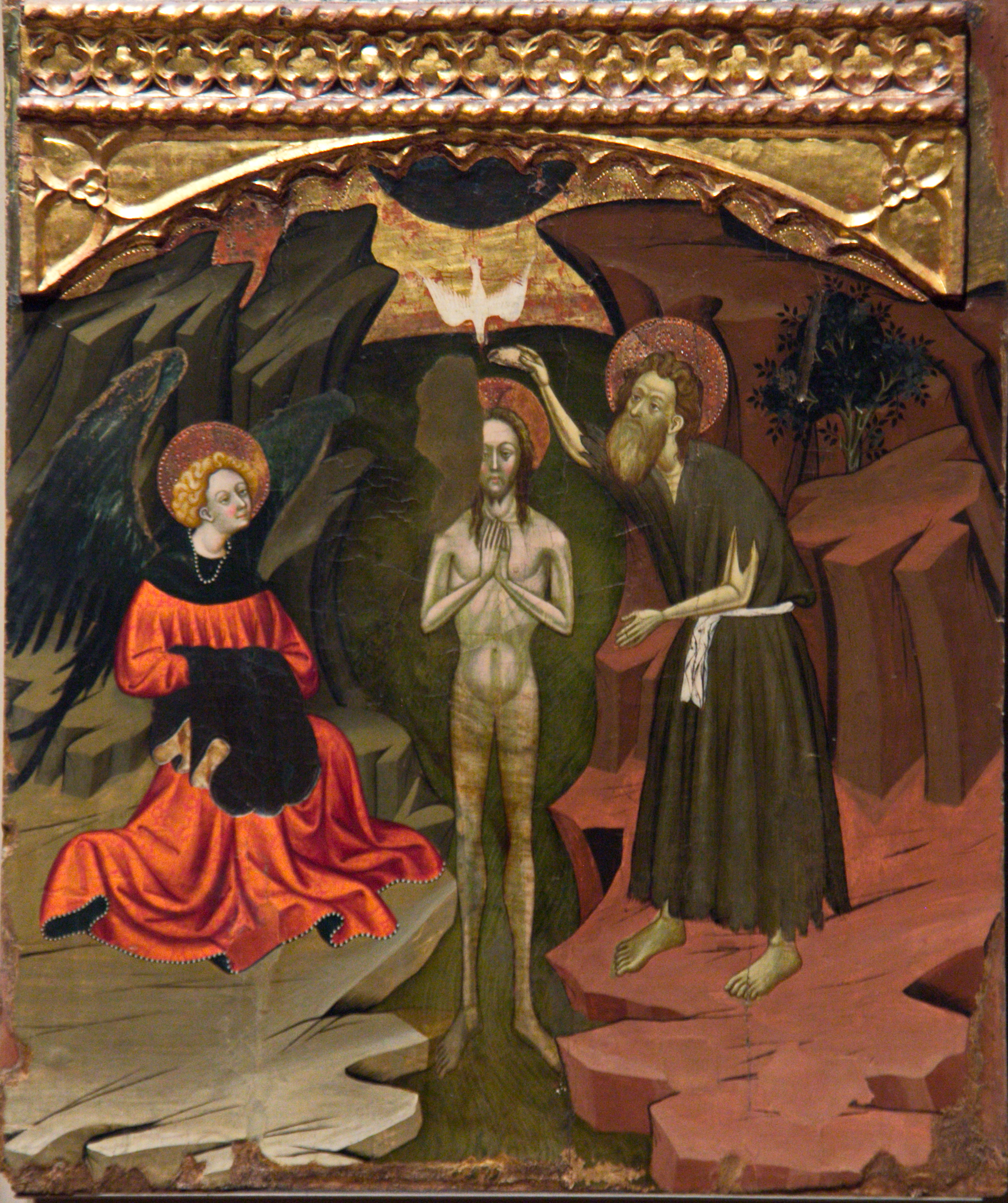
Baptisme de Crist realitzat per Sant Joan Baptista. Al cap de Jesús hi ha l'Esperit Sant amb forma de Color i un àngel l'espera per eixugar-se.
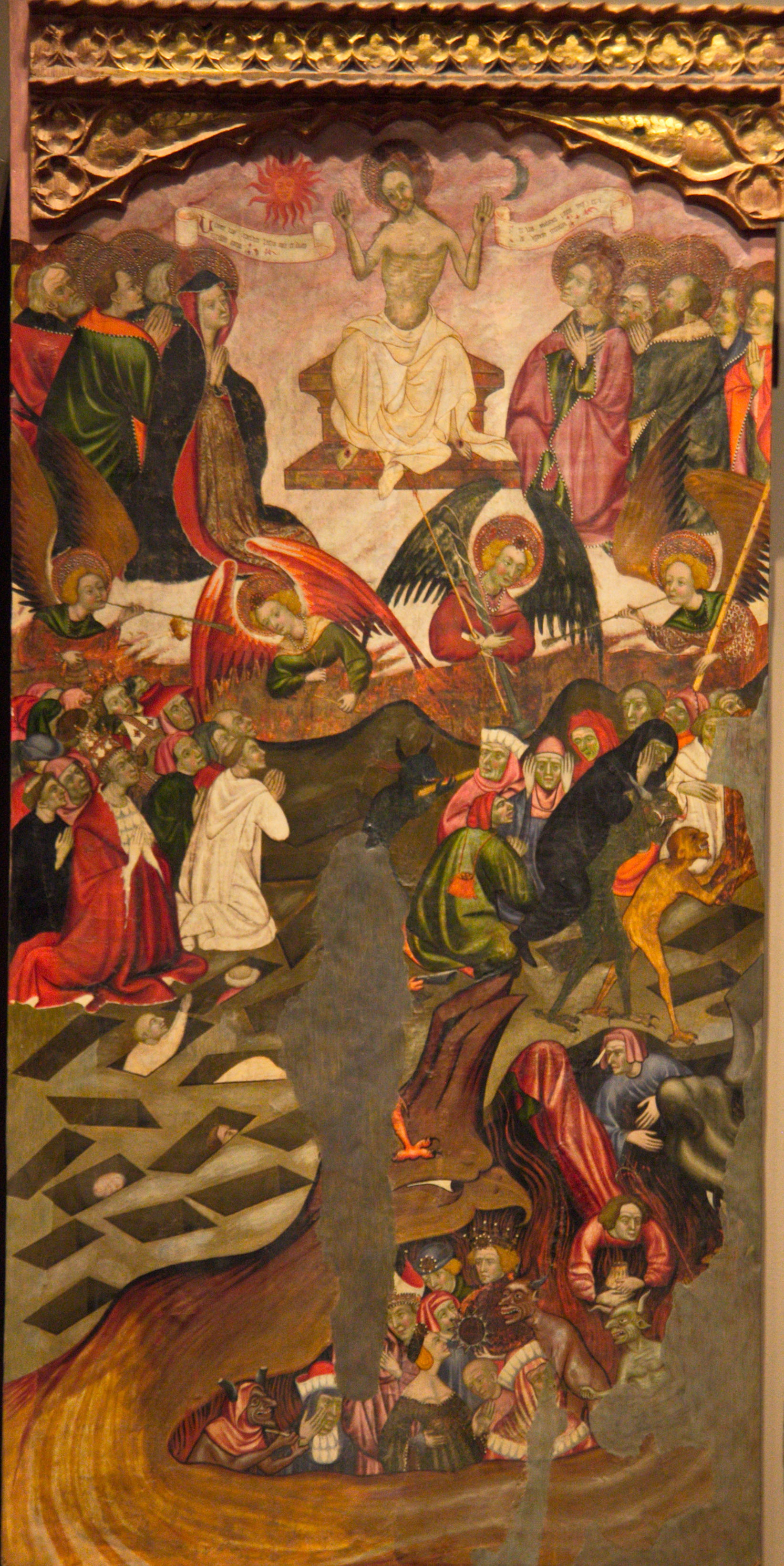
Judici Final
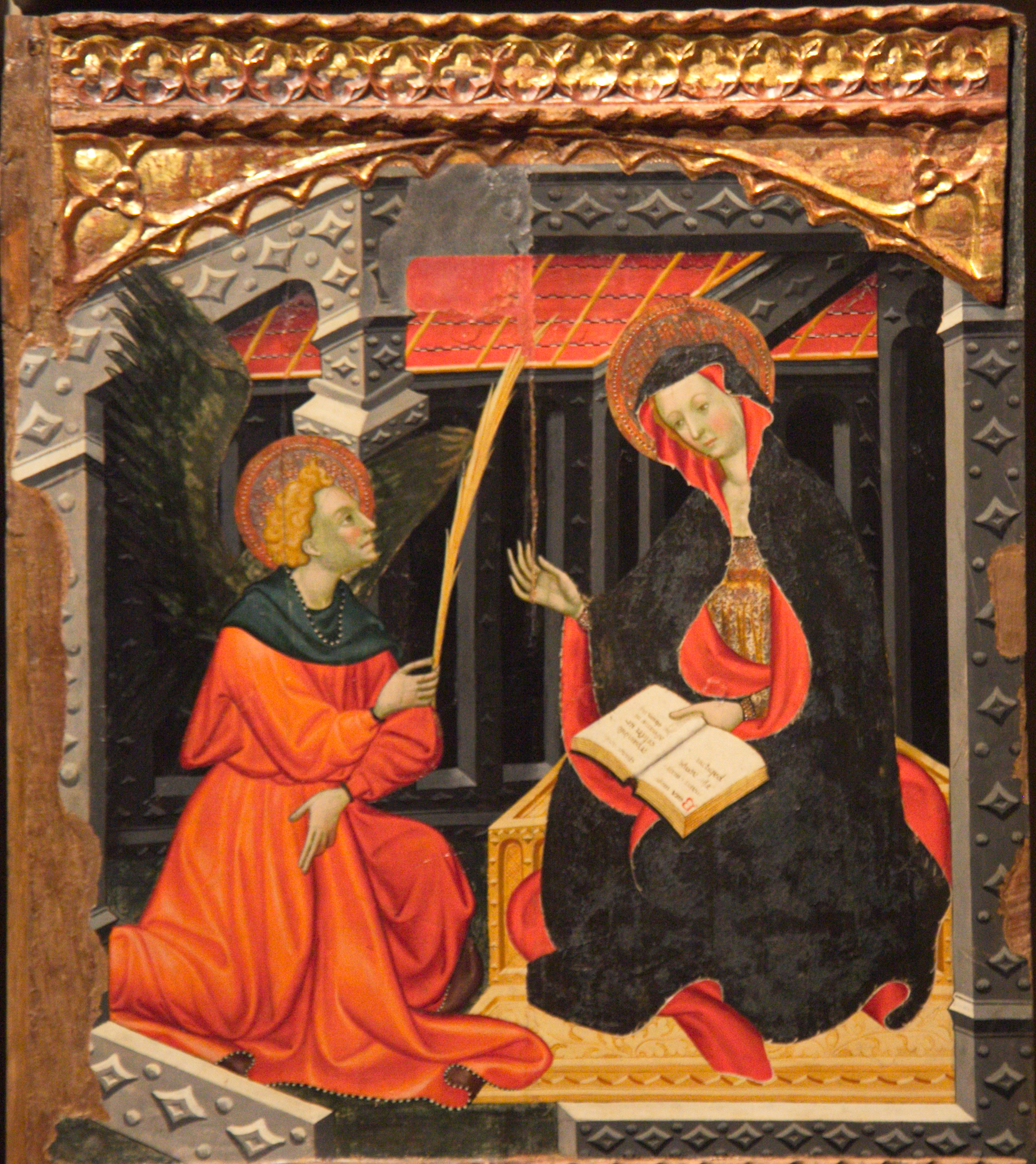
Anunciació de la mort de la Marededéu. Apareix Sant Miquel Arcàngel amb la palma mortis.
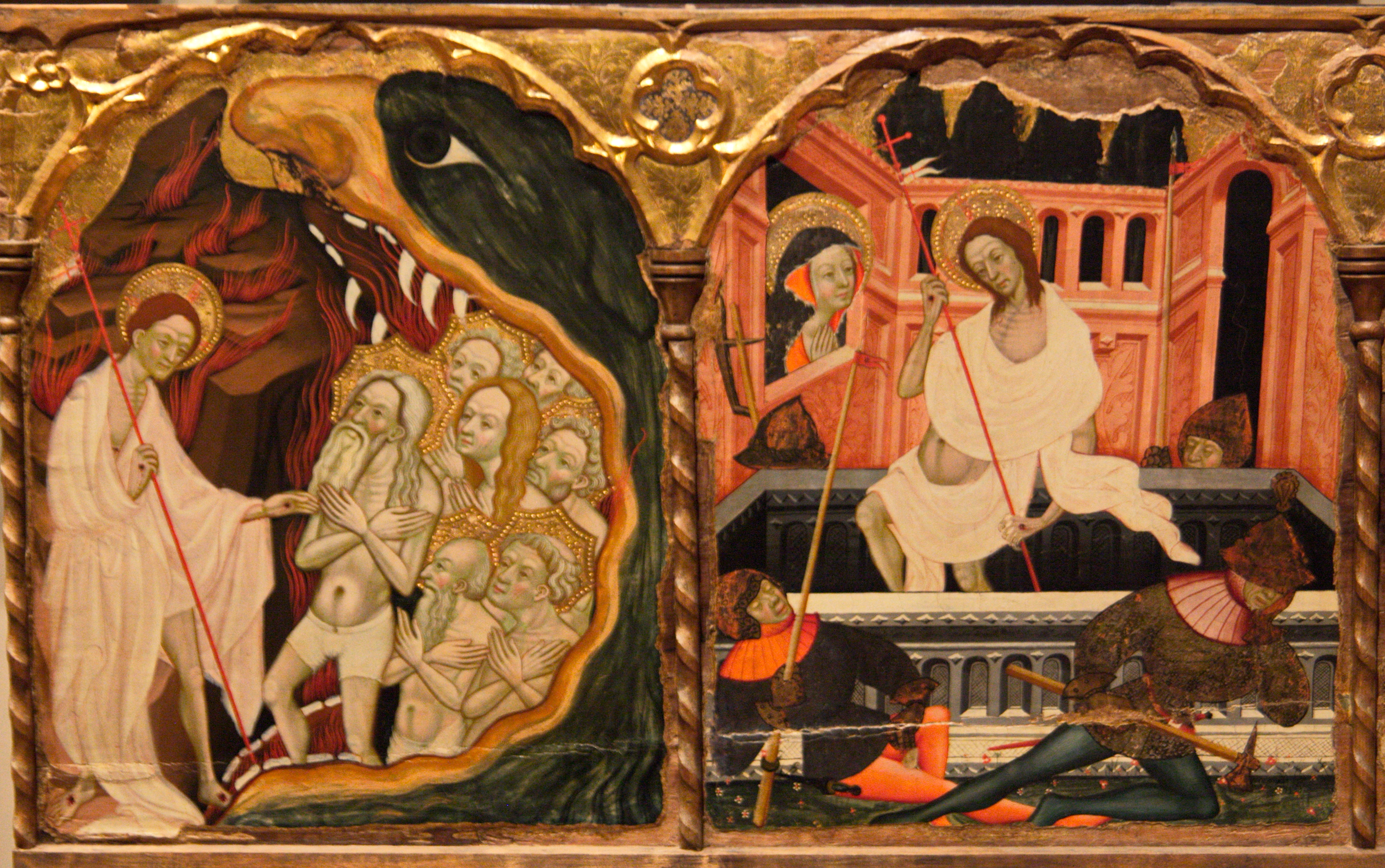
Devallada als llimbs i enterrament.